# Carmelita Jeter
Carmelita Jeter (ur. 24 listopada 1979 w Los Angeles) – amerykańska lekkoatletka, sprinterka, brązowa medalistka mistrzostw świata z Osaki i Berlina.
Oprócz medali mistrzostw świata największymi sukcesami Jeter są zwycięstwa w biegu na 100 metrów podczas Światowego Finału IAAF (Stuttgart 2007) oraz Światowego Finału IAAF (Saloniki 2009), gdzie uzyskała najlepszy w historii 100 metrów kobiet wynik osiągnięty w biegu pod wiatr (10,67 sek. przy wietrze - 0,1 m/s). W 2010 roku zdobyła srebro halowych mistrzostw świata w Katarze. Mistrzyni olimpijska, oraz rekordzistka świata w sztafecie 4 x 100 m.
Zwyciężczyni łącznej punktacji Diamentowej Ligi 2010 w biegu na 100 metrów.
Zwyciężczyni łącznej punktacji Diamentowej Ligi 2011 w biegach na 100 i 200 metrów.

## Osiągnięcia sportowe

### Igrzyska olimpijskie
| Miejsce | Dzień       | Rok  | Miejscowość | Konkurencja        | Czas biegu | Strata   | Zwycięzca         |
| ------- | ----------- | ---- | ----------- | ------------------ | ---------- | -------- | ----------------- |
| 2.      | 4 sierpnia  | 2012 | Londyn      | bieg na 100 m      | 10,78 s    | + 0,03 s | Shelly-Ann Fraser |
| 3.      | 8 sierpnia  | 2012 | Londyn      | bieg na 200 m      | 22,14 s    | + 0,26 s | Allyson Felix     |
| 1.      | 10 sierpnia | 2012 | Londyn      | sztafeta 4 x 100 m | 40,82 s    | -        | -                 |

### Mistrzostwa świata
| Miejsce | Dzień       | Rok  | Miejscowość | Konkurencja        | Czas biegu | Strata   | Zwycięzca               |
| ------- | ----------- | ---- | ----------- | ------------------ | ---------- | -------- | ----------------------- |
| 3.      | 27 sierpnia | 2007 | Osaka       | bieg na 100 m      | 11,02 s    | + 0,01 s | Veronica Campbell-Brown |
| 3.      | 17 sierpnia | 2009 | Berlin      | bieg na 100 m      | 10,90 s    | + 0,17 s | Shelly-Ann Fraser       |
| 1.      | 29 sierpnia | 2011 | Daegu       | bieg na 100 m      | 10,90 s    | -        | -                       |
| 2.      | 2 września  | 2011 | Daegu       | bieg na 200 m      | 22,37 s    | + 0,15 s | Veronica Campbell-Brown |
| 1.      | 4 września  | 2011 | Daegu       | sztafeta 4 × 100 m | 41,56 s    | -        | -                       |
| 3.      | 12 sierpnia | 2013 | Moskwa      | bieg na 100 m      | 10,94 s    | + 0,23 s | Shelly-Ann Fraser       |

## Rekordy życiowe
- Bieg na 100 metrów – 10,64 s (2009) 4. wynik w historii światowej lekkoatletyki, najlepszy wynik na świecie w sezonie 2009.
- Bieg na 200 metrów – 22,11 s (2012)
- Bieg na 60 metrów (hala) – 7,02 s (2010)